# Vars (Ontario)
Pour les articles homonymes, voir Vars.
Vars est un petit village de l'est ontarien annexé à la ville d'Ottawa. On y trouve l'école élémentaire catholique et francophone de St-Guillaume, une église catholique, une autre anglicane et une patinoire extérieure localisée dans le Parc Alcide Trudeau. Il y a quelques commerces dont une pharmacie et une pizzéria. On retrouve aussi une assez nouvelle caserne de pompiers à la porte d'entrée du village.

## Sports
Vars détient deux équipes locales de balle-molle pour les enfants et les adolescents, les Vipers et les Vikings.

## Population
La population de la ville d'Ottawa dépasse les 800 000 personnes. Vars a une population de plus 1000 habitants. 

## Histoire
La colonisation dans la région Bearbrook débuta en 1824 et en 1836, un petit établissement se créa. Une scierie commence ses opérations en transportant des billots sur les rivières Bearbrook, Nation, des Outaouais et finalement sur le fleuve St-Laurent. Aujourd'hui, la rivière Bearbrook contient 50 % moins d'eau qu'au début de la colonisation. Par le temps que la scierie débute, un petit village pris forme avec un hôtel et des commerces. À ce moment, la population est d'environ 200 habitants, majoritairement franco-ontariens.  En 1881, une gare fut construite: Bearbrook Station. Cette gare aidait au transport des billots jusqu'au St-Laurent. En 1886, le village fut alloué un bureau de poste en raison de sa population croissante, ce qui met fin à la distribution du courrier à cheval et à raquettes. 
Il était difficile de distinguer la communauté de Bearbrook Station de la communauté de Bearbrook. Le village fut renommé Vars. Il existe deux histoires sur le nom actuel du village. La première, fantaisiste, est que la population de Bearbrook Station décida de renommer la communauté en l'honneur des quatre personnes qui réussirent à implanter un bureau de poste dans le village: Mc Veigh, Armstrong, Ronan, and Smith. Plus probablement, le nom du village fut donné par un prêtre à la retraite d'Embrun, l'Abbé C. Guillaume, en souvenir du village de Vars, dans les Hautes-Alpes en France, dont il était natif.
En 1915, la construction de trottoirs permanents débuta et en 1931, des lampadaires illuminèrent les rues de Vars, un an avant le village voisin de Cumberland.